# Brigadeführer

Límcové označení SS-Brigadeführera po roce 1942.

Brigadeführer byla hodnost SS v nacistickém Německu mezi léty 1932 až 1945. Hodnost Brigadeführer byla mimo jiné i hodností SA.
Tato hodnost byla vytvořena během růstu SS a přiřazena těm důstojníkům, kteří veleli SS-Brigaden (brigádám SS). V roce 1933 byl název brigaden SS přejmenován na abschnitte SS, avšak hodnost brigadeführer SS zůstala stejná.
Původně byla hodnost Brigadeführer považována za druhou nejvyšší hodnost pro důstojníka SS a byla zařazena mezi hodnost Oberführer a Gruppenführer. Tato změna proběhla během rozmachu Waffen-SS a Ordnungspolizei. V obou těchto organizacích byla tato hodnost považována za ekvivalent pro hodnost generálmajor a byla zařazena těsně nad hodnost Oberst (plukovník) v německém Wehrmachtu.
Původně byl znak pro hodnost SS-Brigadeführer tvořen ze dvou dubových listů a stříbrné pecky, avšak po vytvoření hodnosti Oberstgruppenführer v roce 1942 byl změněn na tři dubové listy.
Nositelé hodnosti SS-Brigadeführer nosili rovněž nárameníky generálmajora a byli uváděni jako SS-Brigadeführer und Generalmajor der Waffen-SS und Polizei.